# Junaci Domovinskog rata (dokumentarna serija)
Junaci Domovinskog rata dokumentarna je serija od pet epizoda s trajanjem po 45 do 50 minuta autora Zdravka Fučeka, Mladena Ćapina i Ninoslava Lovčevića.

## O seriji
Serija opisuje pet autentičnih životnih sudbina i ratne priče malo poznatih hrvatskih branitelja na raznim ratištima Domovinskog rata. Epizode su snimljene u različitim krajevima Hrvatske.
Autori serije su u suradnji sa Zajednicom udruga dragovoljaca Domovinskog rata stupili u kontakte s do tada malo poznatim ili nepoznatim sudionicima Domovinskog rata. Zahvaljujući dokumentarnom serijalu o njihovim zaslugama u obrani Domovine saznala je šira javnost. Do tada za ratna zbivanja uglavnom su znali njihovi suborci i obitelji. Serija opisuje živote ljudi koji su iz domoljublja bili spremni dati i vlastiti život za domovinu.
Pet dokumentarnih epizoda svjedoči su o ljudima kod kojih je prepoznatljiva volja za životom i optimizam s kojim su nastavili živjeti kao pripadnici ili veterani pobjedničkih Hrvatskih oružanih snaga. 
Prva epizoda serijala emitirana je na programu HRT 20. siječnja 2009.

## Vanjske poveznice
- Članak u Vjesniku od 13. studenog 2006.[neaktivna poveznica]
- Croatia.org
- Webstranica udruge specijalne policije  Arhivirana inačica izvorne stranice od 28. kolovoza 2009. (Wayback Machine)
- Članak u Jutarnjem Listu, od 12. studenog 2006.  Arhivirana inačica izvorne stranice od 19. rujna 2008. (Wayback Machine)